# Neochariesthes subsaperdoides
Neochariesthes subsaperdoides là một loài bọ cánh cứng trong họ Cerambycidae.